# Vágsfjørður

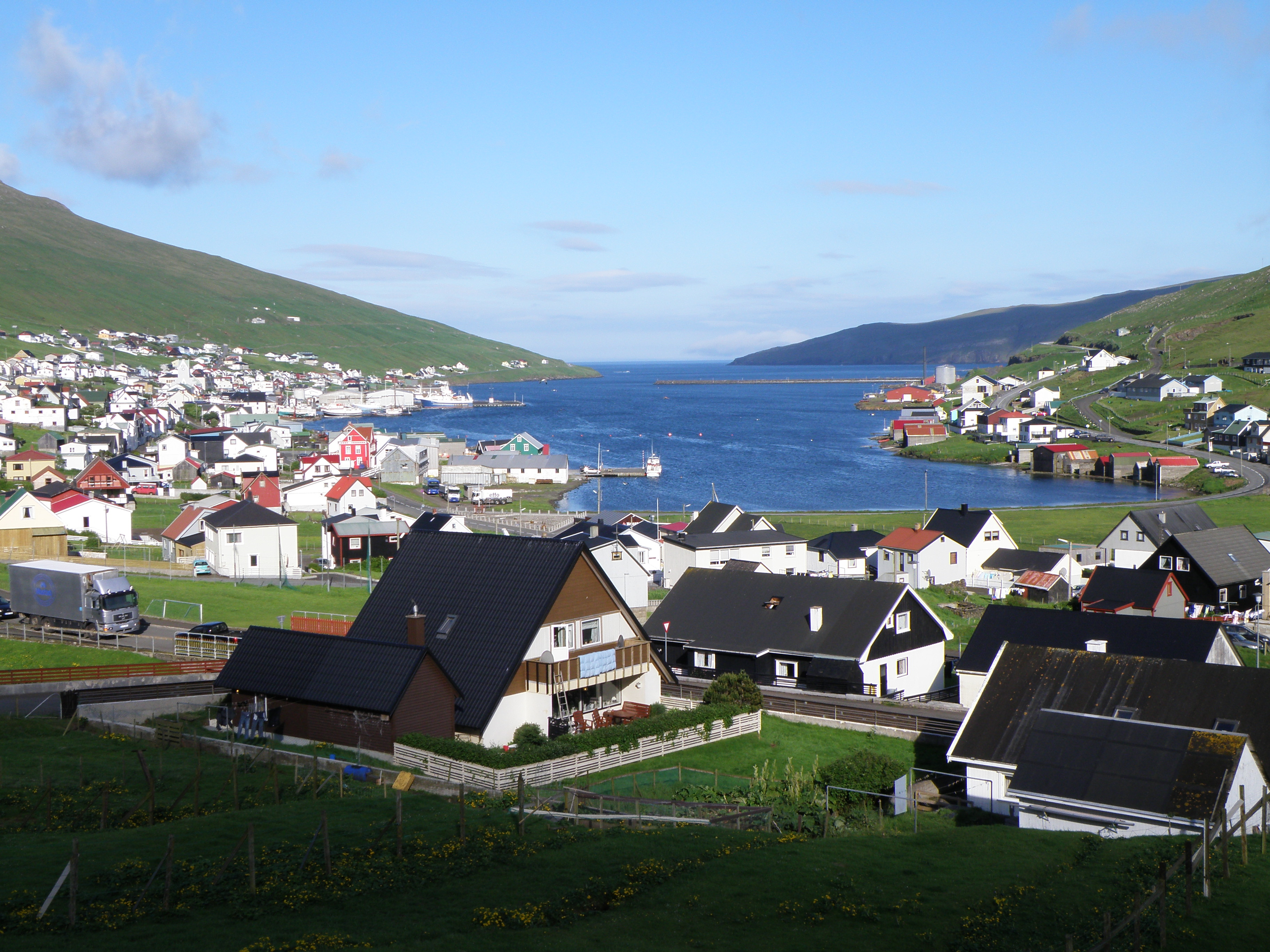
Vágur y Vágsfjørður, vista hacia el este.

Vágsfjørður es un fiordo de la isla de Suðuroy, en las Islas Feroe. El fiordo está situado en la parte sur y en el lado oriental de la isla. La distancia entre la costa oriental y la occidental de Suðuroy es muy corta desde Vágsfjørður hasta Vágseiði. Entre el fiordo y Vágseiði hay un lago que se llama Vatnið (El Lago). Hay cinco pueblos alrededor del fiordo. En el fondo del fiordo está Vágur, que es uno de los pueblos más grandes de Suðuroy. Más al este, en el lado norte del fiordo, está Porkeri, y entre Vágur y Porkeri se encuentra el pequeño pueblo Nes, donde vivió la famosa artista Ruth Smith. Se ahogó mientras nadaba en Vágsfjørður a la edad de 45 años.
En el lado sur de Vágsfjørður está Lopransfjørður, donde se encuentra el pueblo de Lopra junto con una pequeña bahía llamada Ónavík. A menos de un kilómetro de la bahía de Ónavík se encuentra Lopranseiði, en la costa occidental de Suðuroy. Más al sur de Lopransfjørður y al principio del Vágsfjørður se encuentra un pequeño pueblo llamado Akrar

## El Puerto de Vágur

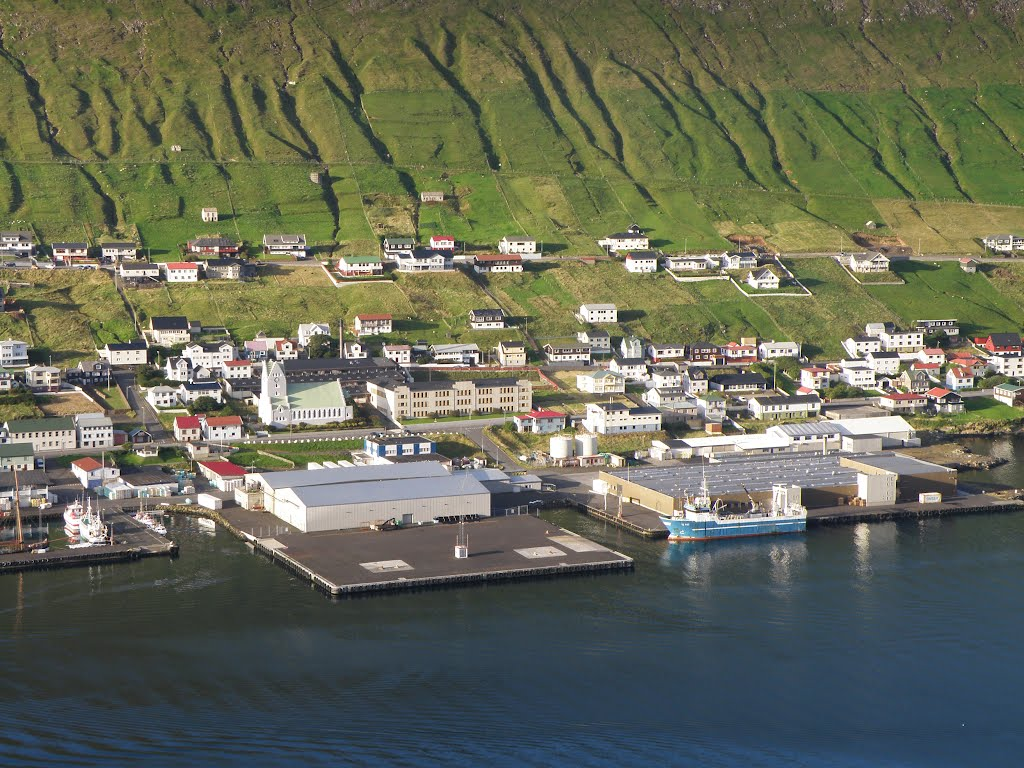
El puerto y el Vágsfjørður.

Vágs Havn es el puerto de Vágur. El fiordo tiene entre 10 y 15 metros de profundidad en la zona del puerto. El municipio de Vágur lo dragó más profundamente en 2004, lo que supuso una gran inversión. En el puerto hay fábricas de pescado. También hay un puerto de transbordadores, al que el transbordador MS Smyril solía llegar unas cuantas veces por semana, pero ahora sólo viene a Vágur una vez cada tres semanas para repostar desde la Vágsverkið de SEV (compañía eléctrica), que está en el lado sur del fiordo. Cuando el transbordador viene a repostar, el Smyril llega primero al puerto en el lado norte para dejar que la gente y los coches lleguen a la orilla, después el transbordador navega a través del fiordo para repostar. Tras el abastecimiento de combustible, el transbordador vuelve a cruzar el fiordo para llevar pasajeros, coches y carga a bordo. El puerto del Smyril en Suðuroy está en Krambatangi, en el municipio de Tvøroyri, desde la llegada del actual ferry en 2005.
En 2015, el puerto de Vágur fue utilizado por barcos de la industria petrolera de Noruega, un buque de suministro y otro de investigación y reconocimiento, a la espera de nuevas tareas.

## Vágsverkið
Vágsverkið, también llamada SEV-verkið, fue construida en 1982 por SEV. Produce electricidad para la isla de Suðuroy junto con la central hidroeléctrica de Botnur y la central de reserva de Trongisvágur.

## Fotos

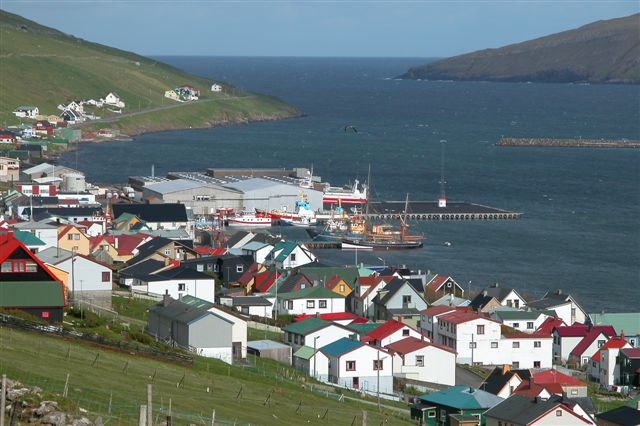
Vágur y Vágsfjørður, vista al puerto hacia el este.
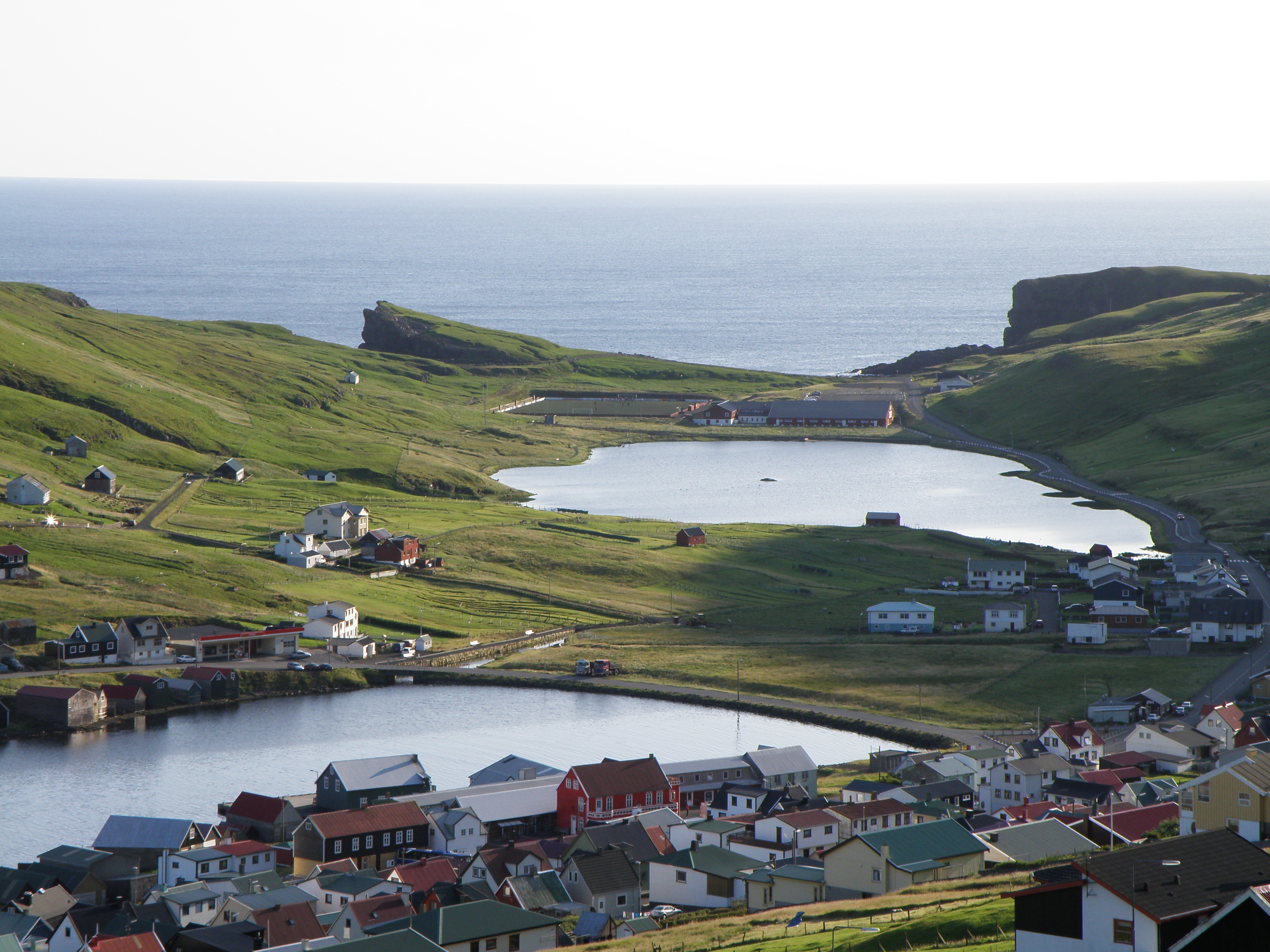
Vágur y la parte occidental de Vágsfjørður. Más al oeste está el lago Vatnið y Vágseiði en la costa oeste.
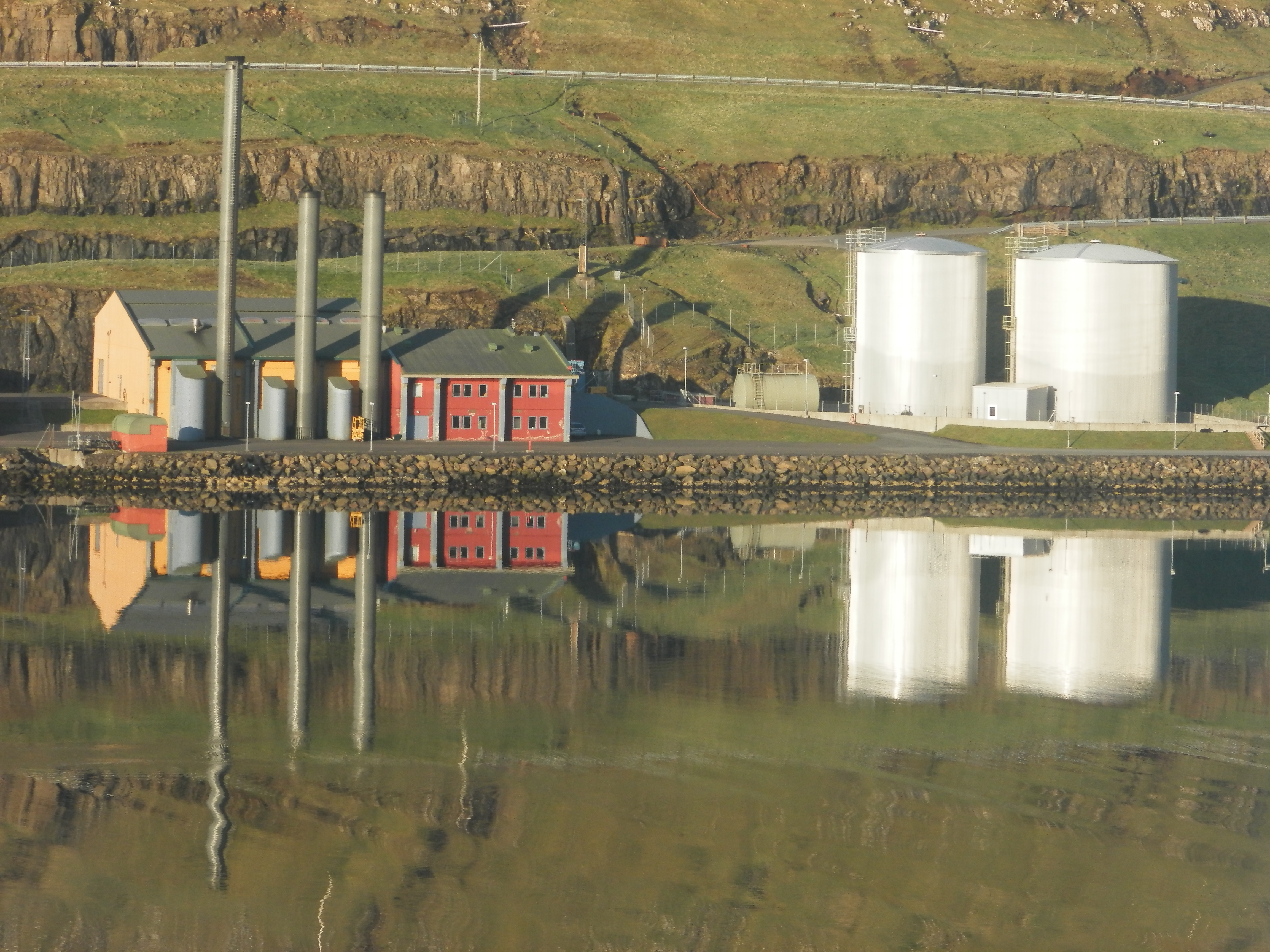
La compañía Vágsverkið de SEV produce electricidad. Se encuentra en el lado sur de Vágsfjørður.
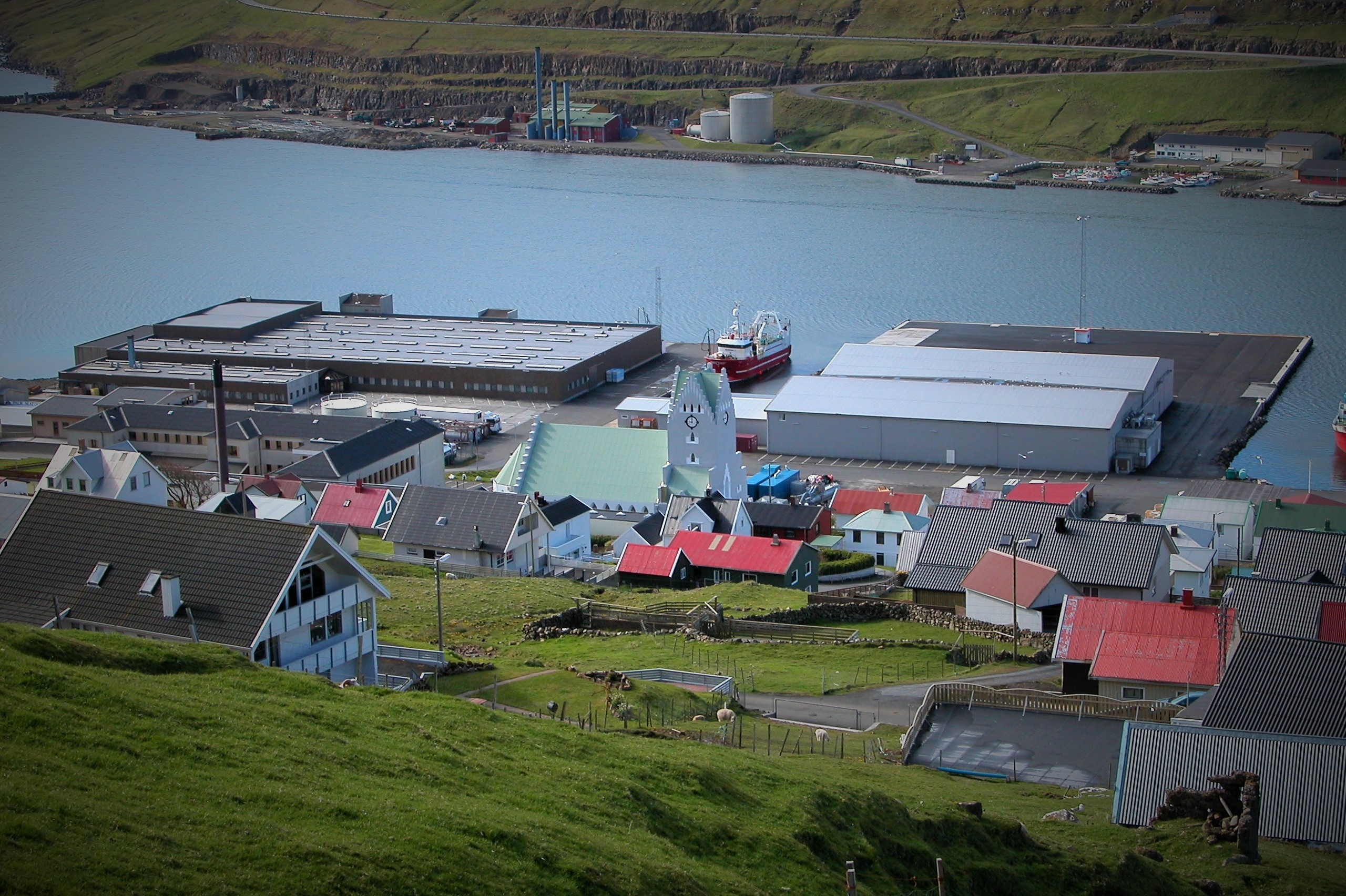
El puerto y Vágsfjørður
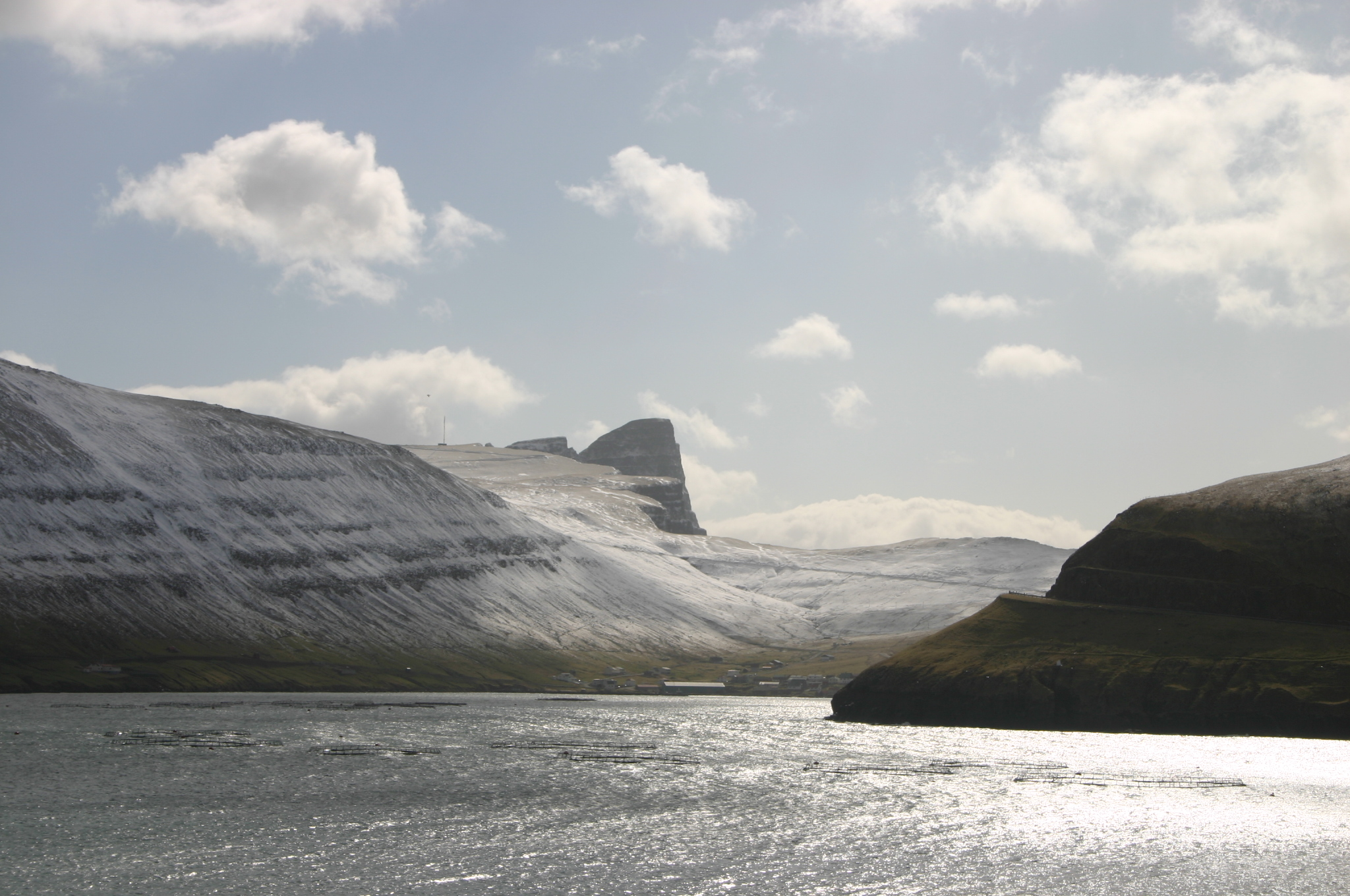
Vágsfjørður, Lopransfjørður y Lopra con el acantilado de 470 metros de altura Beinisvørð